# Irmandade Nazonalista Galega
La Irmandade Nazonalista Galega (Germanor Nacionalista Gallega) va ser una organització nascuda a Galícia durant la Restauració borbònica a Espanya dirigida per Vicente Risco com a conseller suprem. Antón Losada Diéguez fou el cap efectiu fins que el 1923 fou substituït per Xaime Quintanilla. Era partidària de l'acció cultural i contrària a la participació electoral del galleguisme.

## Història
Sorgida com una escissió de les Irmandades da Fala després de la IV Assemblea Nacionalista de 1922, en 1923 ja tenia 16 delegacions, encara que no pot aconseguir un nucli nombrós en el principal focus del galleguisme, La Corunya, sense arribar a superar mai els deu afiliats en aquesta ciutat malgrat l'activisme d'Antón Villar Ponte. Celebra la V Assemblea Nacionalista a La Corunya en 1923. Durant la dictadura de Miguel Primo de Rivera solament es va mantenir la germandat d'Ourense i en 1929 es reintegren de nou en les Irmandades da Fala.